# St. Elisabeth (Kassel)

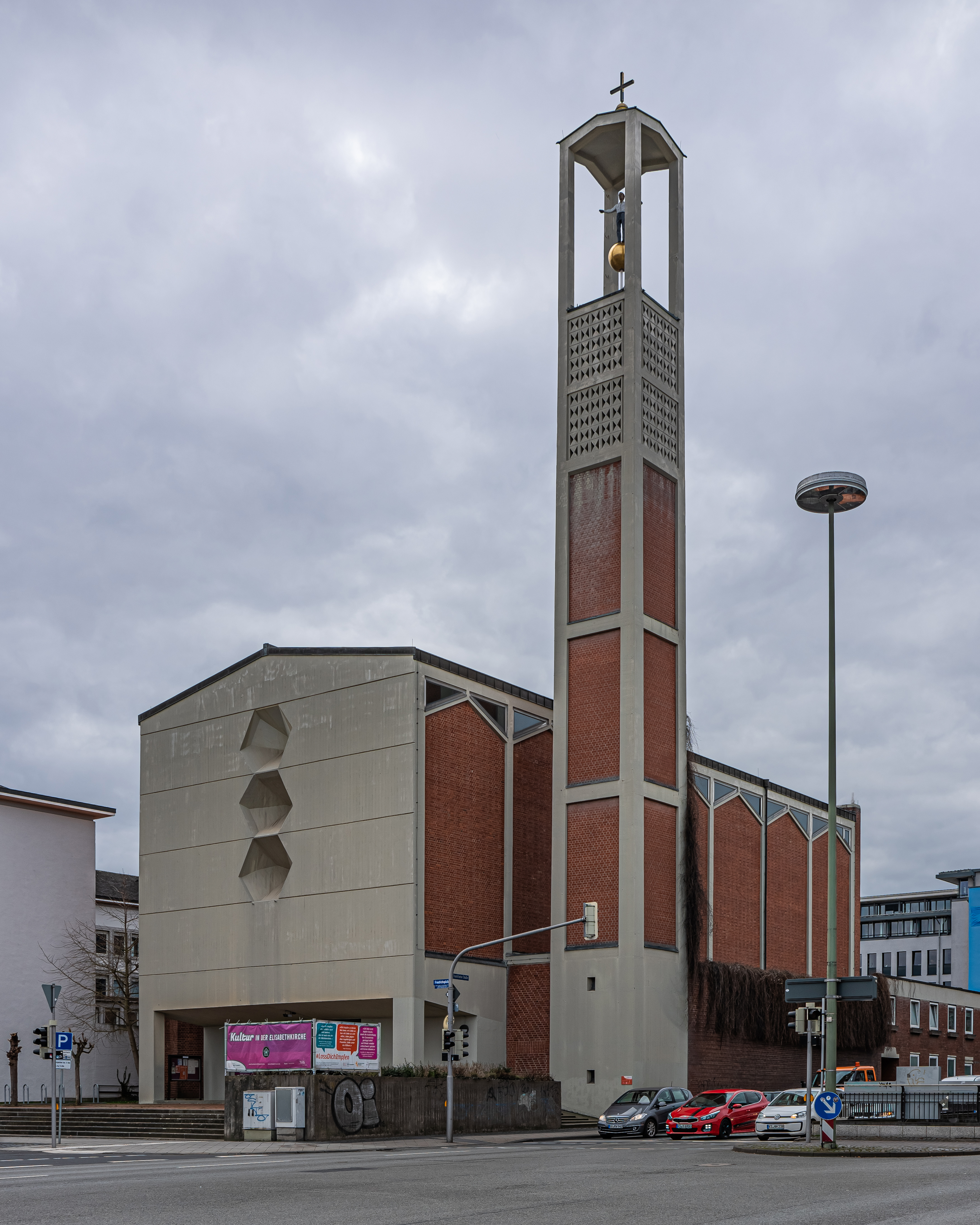
St. Elisabeth in Kassel

Sankt Elisabeth ist eine römisch-katholische Kirche in Kassel. Das Kirchengebäude steht am Kasseler Friedrichsplatz und ist seit dem Einsturz des Daches Anfang November 2023 nicht mehr nutzbar.

## Geschichte
Die heutige Kirche Sankt Elisabeth in Kassel wurde in den Jahren 1959/60 nach den Plänen des Münchener Architekten Armin Dietrich erbaut. Das Bauwerk ersetzte die 1770–1777 von Simon Louis du Ry erbaute Elisabethkirche, die im Zweiten Weltkrieg zerstört und nach dem Krieg abgerissen wurde. Beim Wiederaufbau Kassels wurde an deren Platz das Staatstheater errichtet, so dass der Kirchenneubau auf die andere Seite des Friedrichplatzes ziehen musste. Die Kirche wurde am 19. und 20. November 1960 vom damaligen Fuldaer Bischof Adolf Bolte geweiht.
Zum 1. Januar 2016 wurden die Kasseler Pfarreien St. Elisabeth, St. Bonifatius, St. Joseph und St. Laurentius vereinigt. Der Name der vereinigten Pfarrei ist St. Elisabeth, die Pfarrkirche ist jedoch St. Bonifatius. St. Elisabeth ist seither eine Filialkirche der vereinigten Pfarrei. Die Pfarrei gehört zum Dekanat Kassel-Hofgeismar im Bistum Fulda.
Am 6. November 2023 stürzte in der Mittagszeit das Dach der Kirche auf ganzer Länge ein. Dabei wurden die denkmalgeschützte Orgel beschädigt und möglicherweise weitere Kunstwerke zerstört. Nach Angaben der Feuerwehr war das Dach in der Mitte durchgebrochen und die beiden Hälften klappten nach innen ein. Ein Mitarbeiter befand sich zum Zeitpunkt des Einsturzes in der Kirche, stand jedoch in einer geschützten Nische und erlitt lediglich einen Schock. Weitere Personen kamen nicht zu Schaden. Im Juli 2024 veröffentlichte die Pfarrei Einzelheiten eines Gutachtens über die Schadensursachen und lud die Öffentlichkeit zur Teilnahme an einer Umfrage über die zukünftige Nutzung des Ortes ein.
Im März 2025 wurden die Ergebnisse der Umfrage vorgestellt. Eine Mehrheit der rund 1.500 Teilnehmenden sprach sich für eine multifunktionale Nutzung aus, die religiöse, kulturelle und soziale Aspekte miteinander verbindet. Ein neues Dach soll nach dem Willen der Kirche noch 2025 das temporäre Notdach dauerhaft ersetzen.

## Beschreibung

### Äußeres
Die rechteckige Saalkirche hatte ein flach geneigtes, kupfergedecktes Satteldach. Die Stahlskelettkonstruktion ist in den oberen zwei Dritteln der Wände mit roten Ziegelsteinen ausgefacht, im unteren Drittel, also über Bodenniveau, ziehen sich zu beiden Seiten Fensterbänder aus Klarglas, so dass man aus dem Innenraum unmittelbar nach draußen sehen konnte. An der Traufe gibt es noch ein weiteres Lichtband aus langgezogenen Dreiecken. Die glatte Eingangsfassade aus Sichtbeton ist von fünf horizontalen Fugen durchbrochen und auf der Mittelachse liegen übereinander drei wabenartige sechseckige Nischen.
Der Kirchturm  mit quadratischem Grundriss steht nahe aber nach Art eines Campanile getrennt vom Kirchengebäude. Er besteht aus einem Stahlbeton-Skelett, das in den unteren Geschossen wie die Kirche mit roten Ziegelsteinen ausgefacht ist. Das Glockengeschoss ist ausgefacht mit durchbrochenen Betonformsteinen. Über dem Glockengeschoss ist ein Geschoss ohne Wände, ein Luftraum, der mit einem sehr flachen Zeltdach abschließt, das von Kugel und Kreuz bekrönt ist.
Im Turm hängt ein vierstimmiges Glockengeläut, das 1959 vom Heidelberger Gießer Friedrich Wilhelm Schilling gegossen wurde. Dazu die folgenden Daten:
- Glocke 1: Gewicht 2440 kg, Schlagton c′
- Glocke 2: Gewicht 1327 kg, Schlagton es′
- Glocke 3: Gewicht 0943 kg, Schlagton f′
- Glocke 4: Gewicht 0735 kg, Schlagton g′

Die 1961 gegossenen Glocken der evangelischen Martinskirche wurden auf das Geläut von St. Elisabeth abgestimmt.

### Innenraum

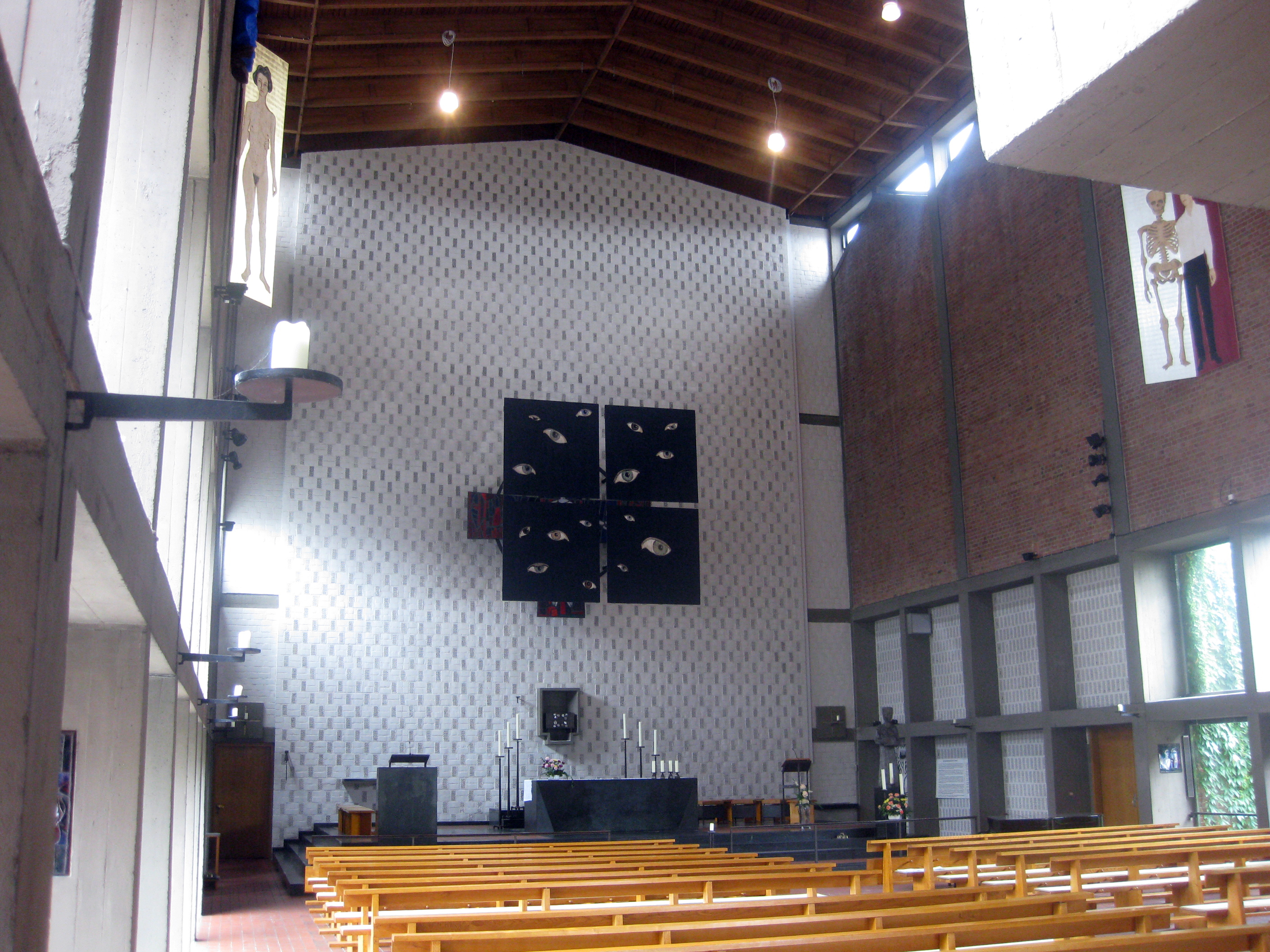
Innenraum während der Balkenhol-Ausstellung 2012

Im Innern war es durch die klare Verglasung der Wände im unteren Drittel sehr hell. Gleichzeitig vermittelten die roten Ziegelwände einen warmen Eindruck. Auf eine Decke wurde verzichtet, der obere Raumabschluss war die holzverkleidete Dachuntersicht. Die Stirnwand des Altars ist weiß gestrichen und weist eine Netzstruktur auf.

#### Ausstattung
Aus der Innenausstattung der einstigen Elisabethkirche wurden fünf vor deren Zerstörung gerettete Bilder des Kasseler Hofmalers Johann Heinrich Tischbein d. Ä. aus dessen 1778 für die Elisabethkirche gemalten Passions- und Himmelfahrtszyklus übernommen, die weiteren Zyklusbilder befinden sich im Dommuseum Fulda.
Ansonsten war die Kirche mit wenigen neuen Kunstwerken ausgestattet. Das monumentale Altarkreuz an der Stirnwand ist eine Arbeit des in Kassel geborenen Künstlers Alfred Schöpffe, der auch eine Madonna mit Kind im Altarraum und die 13 Relieftafeln des Kreuzwegs schuf.

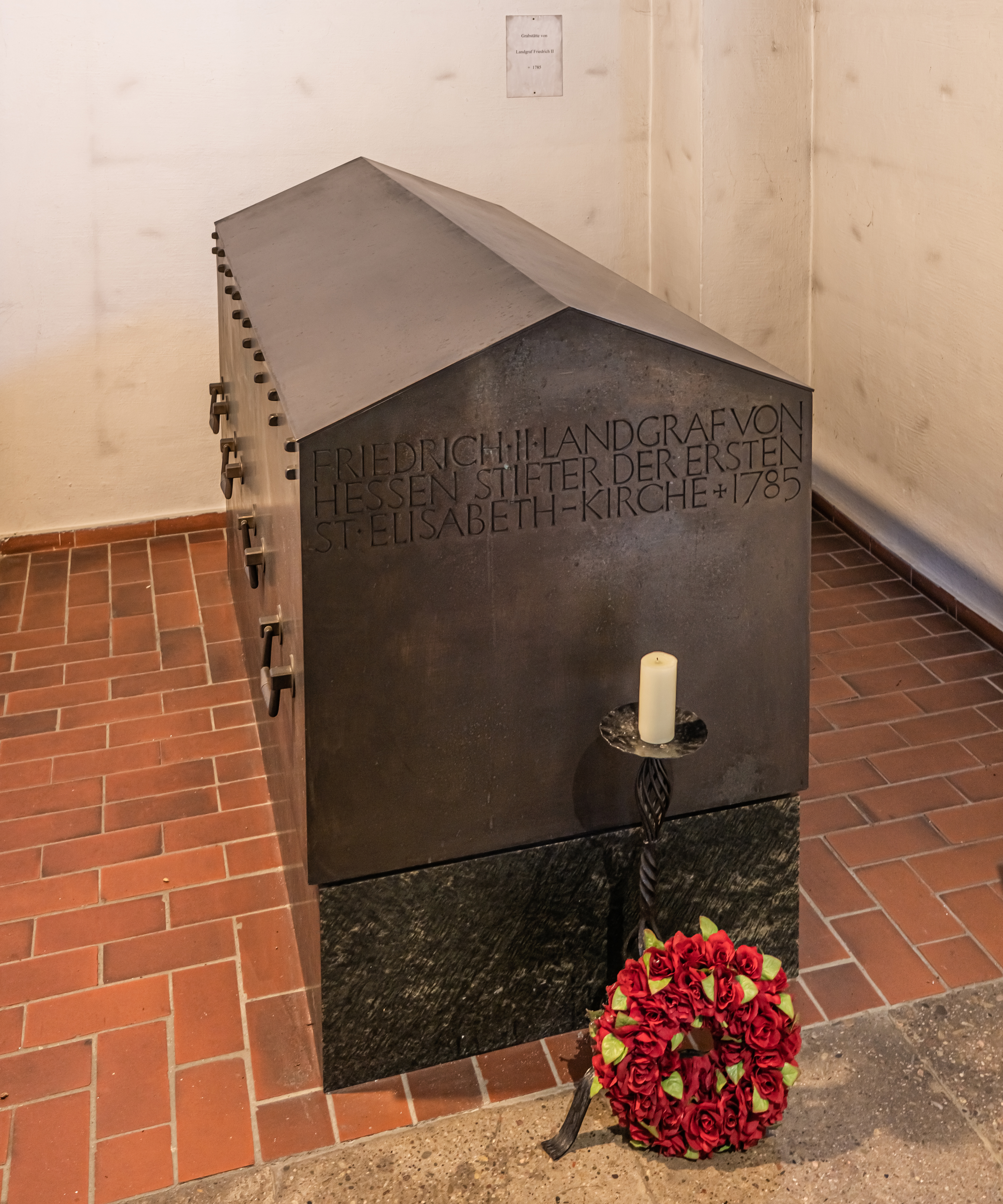
Sarkophag Friedrich II.

In der Elisabethkapelle links neben dem Altarraum befindet sich ein Steinbild von Uwe Wenk Wolff, das die heilige Elisabeth von Thüringen als Namensgeberin und Patronin der Kirche beim Verteilen von Brot an die Armen zeigt.
Im Vorderbereich des Kirchengebäudes am ehemaligen Aufgang zur Empore steht ein moderner Sarkophag mit den sterblichen Überresten des hessischen Landgrafen Friedrich II., der 1749 zum katholischen Glauben konvertiert war. Er wurde 1785 im Vorgängerbau beigesetzt und später umgebettet.

## Orgel
Die erste Orgel aus dem Jahr 1965 stammte aus der Werkstatt der Orgelbauerfamilie des Balthasar Conrad Euler. Da dieses Instrument den gestiegenen Ansprüchen nicht mehr genügte, ging es nach Kroatien an eine Kirche in Zaprešić in der Nähe von Zagreb. Das heutige Instrument wurde 1964 durch die Orgelbauwerkstatt Werner Bosch (Kassel) für die Martinskirche erbaut. Helmut Bornefeld entwarf die Disposition und die Mensuren. Die Orgel verfügt über 57 klingende Register, die auf drei Manuale und Pedal verteilt sind. In der Martinskirche entschied man sich 2014 für eine neue Orgel. Daher erfolgte im Jahr 2015 die Umsetzung der Bosch-Bornefeld-Orgel in die Sankt-Elisabeth-Kirche nach Überholung und Ausstattung mit einer neuen Setzeranlage; das originale Registertableau mit den Schaltern für die freien Kombinationen wurde beibehalten. Für die neue Orgel wurde eine zweite Empore über der bestehenden eingezogen, um genügend Platz für das denkmalgeschützte Instrument zu gewinnen. Beim Einsturz des Kirchendachs im November 2023 wurde die Orgel stark beschädigt.
Die Bosch-Bornefeld-Orgel hatte folgende Disposition:
| I Rückpositiv C–c4 |                 |                 |
| 01.                | Gedackt         | 08′             |
| 02.                | Quintade        | 08′             |
| 03.                | Prinzipal       | 04′             |
| 04.                | Flötgedackt     | 04′             |
| 05.                | Rohrnasat       | 02 ⁄3′          |
| 06.                | Hohlflöte       | 02′             |
| 07.                | Terznone        | 01 3⁄5′ + 8⁄9′  |
| 08.                | Siebenquart     | 01 ⁄7′ + 16⁄19′ |
| 09.                | Scharf V        | 01′             |
| 10.                | Unruh III       | 02⁄9′           |
| 11.                | Dulzian         | 16′             |
| 12.                | Vox Humana      | 08′             |
| 13.                | Messingschalmei | 04′             |
|                    | Tremulant       |                 |

| II Hauptwerk C–c4 |                       |        |
| 14.               | Gedacktpommer         | 16′    |
| 15.               | Prinzipal             | 08′    |
| 16.               | Gemshorn              | 08′    |
| 17.               | Oktave                | 04′    |
| 18.               | Nachthorn             | 04′    |
| 19.               | Quinte                | 02 ⁄3′ |
| 20.               | Italienisch Prinzipal | 02′    |
| 21.               | Larigot               | 01 ⁄3′ |
| 22.               | Rauschharfe II        | 04′    |
| 23.               | Nonenkornett III      | 02 ⁄3′ |
| 24.               | Mixtur IV–VI          | 02′    |
| 25.               | Mixtur IV             | 01′    |
| 26.               | Trompete              | 16′    |
| 27.               | Spanische Trompete    | 08′    |
| 28.               | Spanische Trompete    | 04′    |
|                   | Tremulant             |        |

| III Schwellwerk C–c4 |                       |        |
| 29.                  | Rohrpommer            | 08′    |
| 30.                  | Spitzgedackt          | 08′    |
| 31.                  | Prinzipal             | 04′    |
| 32.                  | Rohrflöte             | 04′    |
| 33.                  | Sesquialter II        | 02 ⁄3′ |
| 34.                  | Italienisch Prinzipal | 02′    |
| 35.                  | Gemshorn              | 02′    |
| 36.                  | Blockflöte            | 01′    |
| 37.                  | Sifflöte              | 01 ⁄3′ |
| 38.                  | Obertöne III          | 01 ⁄7′ |
| 39.                  | Grobmixtur VI–VIII    | 01 ⁄3′ |
| 40.                  | Quintzimbel IV        | 01⁄3′  |
| 41.                  | Fagott                | 16′    |
| 42.                  | Hautbois              | 08′    |
|                      | Tremulant             |        |

| Pedal C–g1 |                 |                  |
| 43.        | Prinzipal       | 16′              |
| 44.        | Untersatz       | 16′              |
| 45.        | Baßzink         | 10 2⁄3′ + 6 2⁄5′ |
| 46.        | Oktavbaß        | 08′              |
| 47.        | Gedecktbaß      | 08′              |
| 48.        | Hintersatz IV   | 05 1⁄3′          |
| 49.        | Rauschwerk III  | 05 1⁄3′          |
| 50.        | Choralbaß IV    | 04′              |
| 51.        | Rohrpfeife      | 04′              |
| 52.        | Glöckleinton II | 02′              |
| 53.        | Kontrafagott    | 32′              |
| 54.        | Posaune         | 16′              |
| 55.        | Kopftrompete    | 08′              |
| 56.        | Clairon         | 04′              |
| 57.        | Cornett         | 02′              |
|            | Tremulant       |                  |

- Koppeln: I/II, III/II, III/I, I/P, II/P, III/P
- Nebenregister: Zimbelstern
- Spielhilfe: wählbar zwischen den ursprünglichen Spielhilfen (6 freie Kombinationen, Tutti, Zungenabsteller, Pleno- und weitere Gruppenzüge für jedes Manual- und Pedalwerk) oder der Setzeranlage
- Anmerkungen:

1. 1 2 3 4 5 6 7  Auf separater Sololade.

## Kulturraum Kirche
Die Kirche St. Elisabeth ist nicht nur die Pfarrkirche der gleichnamigen katholischen Kirchengemeinde im Bistum Fulda, sondern auch eine Kulturkirche, in der neben Konzerten, Vorträgen und anderen Veranstaltungen seit 2002 auch regelmäßig zu den Ausstellungszeiten der documenta eigene Projekte verwirklicht werden. Diese Projekte sind nicht Teil der documenta, sondern verstehen sich als Ergänzung. 2022 war während der documenta fifteen eine Arbeit von Birthe Blauth – Poem of Pearls – in der Kirche zu sehen.

### dOCUMENTA (13)

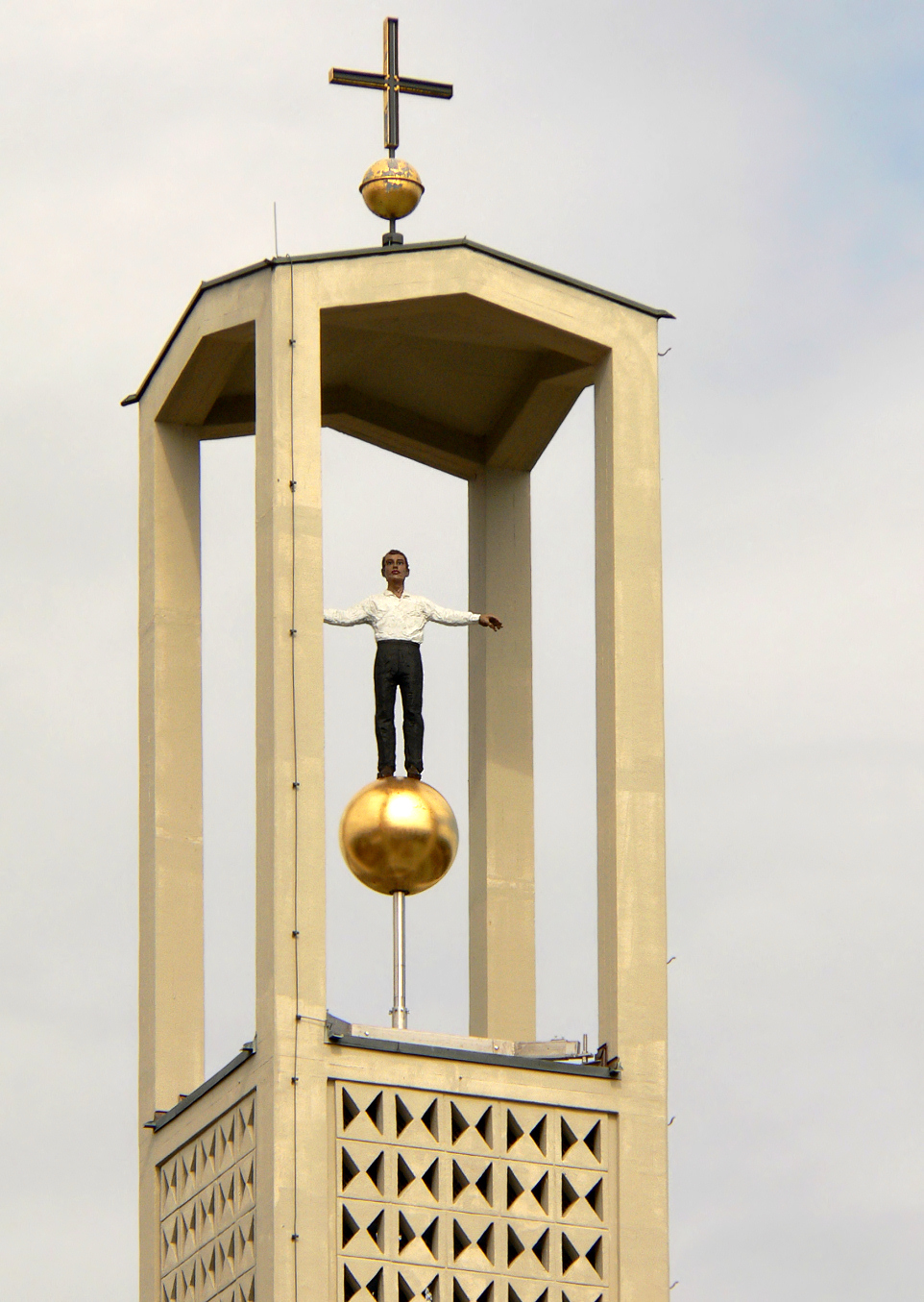
Die Plastik im Turm der Sankt Elisabeth Kassel während der dOCUMENTA (13)

Im Vorfeld der dOCUMENTA (13) im Jahr 2012 kam es zu einer Auseinandersetzung zwischen der künstlerischen Leiterin Carolyn Christov-Bakargiev und dem Bistum Fulda. Zeitgleich zur documenta organisierte die Kirche eine Ausstellung von Werken des Bildhauers Stephan Balkenhol in Sankt Elisabeth, wobei eine zwei Meter hohe Plastik einer männlichen Person  in weißem Hemd und dunkler Hose mit seitlich ausgestreckten Armen auf einer vergoldeten Kugel im offenen Luftraum unter dem Dach des Kirchturms aufgestellt wurde.
documenta-Geschäftsführer Bernd Leifeld erklärte, die Figur störe erheblich, da sie an so prominenter Stelle, direkt gegenüber dem Fridericianum, den Friedrichsplatz beherrsche. Christov-Bakargiev fühle sich von dem Werk „bedroht“, das nichts mit der dOCUMENTA (13) zu tun habe, in der die Darstellung des menschlichen Körpers gerade keine besondere Rolle spielen solle. Eine von Christov-Bakargiev vorgeschlagene Verschiebung der Ausstellung auf einen Zeitpunkt nach Ende der dOCUMENTA (13) lehnte Balkenhol ab.